# چارلز موریس (ورزشکار)
چارلز موریس (انگلیسی: Charles Morris; تاریخ ورودی نامعتبر است – تاریخ ورودی نامعتبر است) بوکسور اهل بریتانیا بود.